# Orsans (Doubs)
Orsans ist eine französische Gemeinde mit 179 Einwohnern (Stand: 1. Januar 2022) im Département Doubs in der Region Bourgogne-Franche-Comté.

## Geographie
Orsans liegt auf 525 m über dem Meeresspiegel, zwölf Kilometer südlich von Baume-les-Dames und etwa 27 Kilometer östlich der Stadt Besançon (Luftlinie). Das Dorf erstreckt sich im Jura, in einer weiten Mulde beidseits des Baches Audeux.
Die Fläche des 8,29 km² großen Gemeindegebiets umfasst einen Abschnitt des französischen Juras. Der Hauptteil des Gebietes wird vom Becken von Orsans eingenommen, das teils von Acker- und Wiesland, teils mit Wald bedeckt ist. Es wird vom Audeux nach Westen zum Sesserant und Cusancin entwässert. Das Becken wird im Norden vom Höhenrücken des Grand Bois, im Westen von den Höhen von Belmont (mit 630 m wird hier die höchste Erhebung von Orsans erreicht) und im Süden vom Hochplateau von Vercel flankiert. Nach Nordwesten erstreckt sich das Gemeindeareal in das schmale Erosionstal von La Grâce-Dieu (vom Audeux durchflossen) und auf die nördlich anschließende Höhe des Bois de Grosse Aige (602 m).
Nachbargemeinden von Orsans sind Saint-Juan und Passavant im Norden, Courtetain-et-Salans im Osten, Bremondans und Belmont im Süden sowie Chaux-lès-Passavant und Aïssey im Westen.

## Geschichte
Im Mittelalter gehörte Orsans zur Herrschaft Passavant, die seit dem 14. Jahrhundert im Besitz der Herren von Montbéliard war. Die Burg wurde 1595 von französischen Truppen gebrandschatzt. Zusammen mit der Franche-Comté gelangte Orsans mit dem Frieden von Nimwegen 1678 an Frankreich. Heute ist Orsans Mitglied des Gemeindeverbandes Portes du Haut-Doubs.
Mit dem 1. Januar 2009 erfolgte eine Änderung der Arrondissementszugehörigkeit der Gemeinde. Bislang zum Arrondissement Besançon gehörend, kamen alle Gemeinden des Kantons zum Arrondissement Pontarlier.

## Sehenswürdigkeiten
Im 19. Jahrhundert wurde die Dorfkirche von Orsans erbaut. Die Kapelle Saint-Claude besitzt ein Steinrelief der zwölf Apostel. Im Ortskern befinden sich verschiedene alte Bauernhäuser aus dem 17. bis 19. Jahrhundert im charakteristischen Stil der Franche-Comté.

## Bevölkerung
| Jahr                       | 1962 | 1968 | 1975 | 1982 | 1990 | 1999 | 2006 | 2016 |
| Einwohner                  | 117  | 129  | 112  | 116  | 102  | 125  | 151  | 164  |
| Quellen: Cassini und INSEE |      |      |      |      |      |      |      |      |

Mit 179 Einwohnern (1. Januar 2022) gehört Orsans zu den kleinen Gemeinden des Départements Doubs. Nachdem die Einwohnerzahl in der ersten Hälfte des 20. Jahrhunderts deutlich abgenommen hatte (1886 wurden noch 293 Personen gezählt), wurde seit Beginn der 1990er Jahre wieder eine leichte Bevölkerungszunahme verzeichnet.

## Wirtschaft und Infrastruktur
Orsans war bis weit ins 20. Jahrhundert hinein ein vorwiegend durch die Landwirtschaft (Ackerbau, Obstbau und Viehzucht) geprägtes Dorf. Daneben gibt es heute einige Betriebe des lokalen Kleingewerbes. Viele Erwerbstätige sind auch Wegpendler, die in den umliegenden größeren Ortschaften ihrer Arbeit nachgehen.
Die Ortschaft liegt abseits der größeren Durchgangsstraßen an einer Departementsstraße, die von Baume-les-Dames nach Vercel-Villedieu-le-Camp führt. Weitere Straßenverbindungen bestehen mit Aïssey, Landresse und Belmont.